# Farmazincita
La farmazincita és un mineral de la classe dels fosfats. Rep el nom del grec φάρμăκου pharmakou, verí o droga, en al·lusió al contingut d'arsènic, i també per contenir zinc.

## Característiques
La farmazincita és un arsenat de fórmula química KZnAsO₄. Va ser aprovada com a espècie vàlida per l'Associació Mineralògica Internacional l'any 2014, sent publicada per primera vegada el 2017. Cristal·litza en el sistema hexagonal.
L'exemplar que va servir per a determinar l'espècie, el que es coneix com a material tipus, es troba dipositat a les col·leccions del Museu Mineralògic Fersmann, de l'Acadèmia de Ciències de Rússia, a Moscou (Rússia), amb el número de registre: 4539/1.

## Formació i jaciments
Va ser descoberta a Rússia, concretament a la fumarola Arsenàtnaia, que es troba al segon con d'escòria de l'avanç nord de la Gran erupció fissural del volcà Tolbàtxik, al krai de Kamtxatka, on es troba en forma de cristalls prismàtics a aciculars de fins a 1 mm de llarg i fins a 0,03 mm de gruix. Aquest volcà és l'únic indret de tot el planeta on ha estat descrita aquesta espècie mineral.